# 五六川

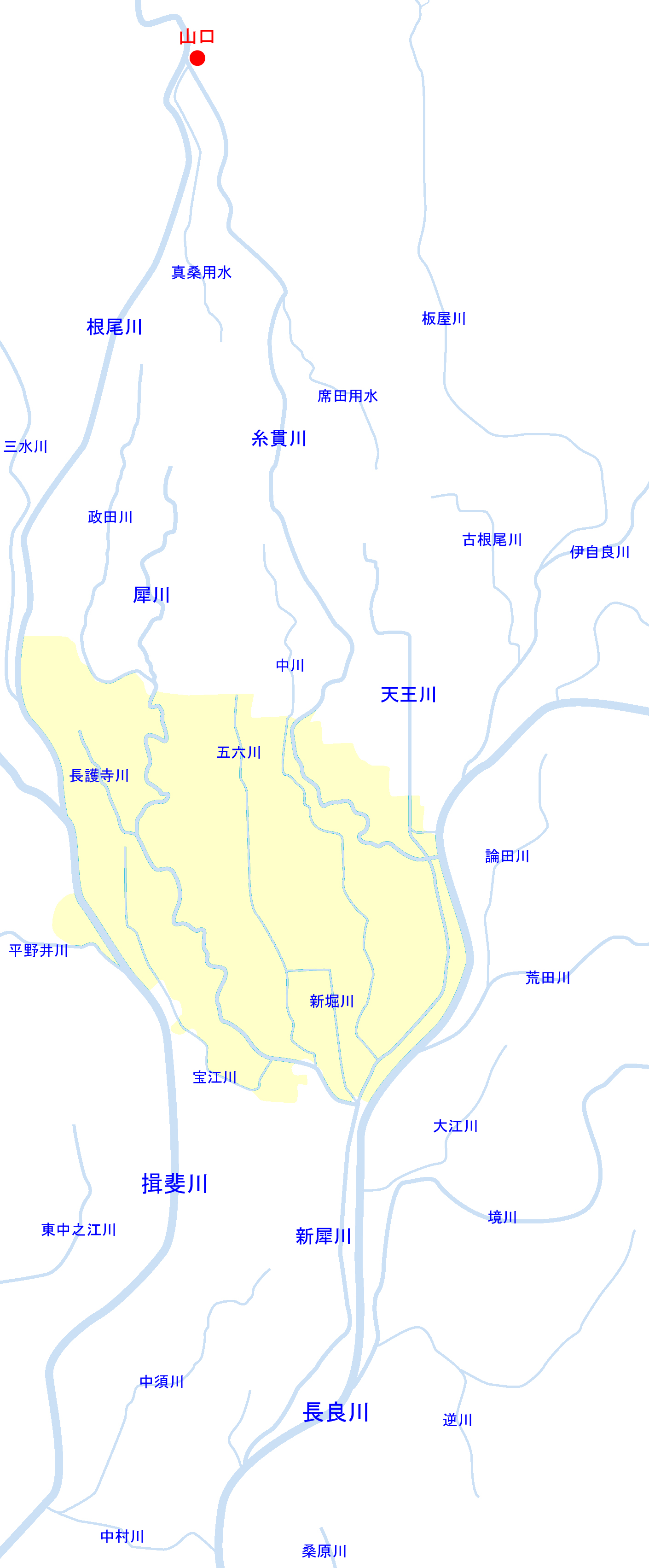
現在の瑞穂市（着色部）周辺河川の位置関係図

五六川（ごろくがわ）は、木曽川水系の一級河川。岐阜県本巣市・瑞穂市・大垣市を流れる。犀川・長良川を経て伊勢湾に至る木曽川の3次支川。

## 地理
根尾川扇状地の伏流水の湧き水を主とし、農業用水や生活用水を集めて水量を増して、岐阜県本巣市十四条（旧本巣郡真正町）付近を基点に五六川となる。流域は犀川および糸貫川の後背湿地が広がり、低湿地の水田地帯となっている。
瑞穂市のほぼ中央部を南流し、旧中山道・東海道本線・国道21号などの下を通る。東海道本線付近からは水害を防ぐための遊水地を兼ねており、川幅が広い。瑞穂市祖父江付近で犀川に合流するが、合流点のやや上流の下五六橋（岐阜県道172号牛牧墨俣線）付近には犀川からの逆流を防ぐ牛牧閘門がある。
「五六川」の名称は、中山道の宿場町・美江寺宿が日本橋を基点として56番目の宿場であることが由来となっている。

## 歴史

### 五六川の成立
五六川の東西を流れる犀川と糸貫川はかつての根尾川本流の河道であり、古くから自然堤防が発達していたため集落は犀川と糸貫川沿いに発展した。
五六川の周辺は前述の通り犀川および糸貫川の遊水地にあたり、1705年（宝永2年）時点でも堤防は存在しなかった。五六川周辺の遊水地は江戸時代以後に新田開発が進み、1757年（宝暦7年）に牛牧閘門が完成した。

### 改修工事
五六川の周辺地域が新田として開発されると、江戸時代中期から犀川とともに五六輪中の重要な河川として度々改修が検討される。しかし墨俣輪中など改修による悪影響を被る危険性がある地域の反対を受けて、実現した改修工事は限られる。
1867年（慶応3年）には犀川が北寄りに流れを変えられ、五六川と合流した直後に長良川に合流するように計画されるが、狭い合流部により芳しい成果は得られなかった。1891年（明治24年）には五六川を現在の野白新田で合流させ、墨俣城址南部を開削して犀川を長良川に合流させる工事も行われるが、これも芳しい成果には繋がらなかった。
五六川および犀川の根本的な排水改善は、1936年（昭和11年）の新犀川開削を待つこととなる。

## 主な橋
- 下五六橋 （岐阜県道172号牛牧墨俣線）
- 五六川橋（国道21号）
- 野川橋
- 花塚橋
- 新五六川橋
- 本田橋
- 五六橋
- 北五六橋（岐阜県道92号岐阜巣南大野線）